# Ctenolimnophila (Abitagua) longifusa
Ctenolimnophila (Abitagua) longifusa is een tweevleugelige uit de familie steltmuggen (Limoniidae). De soort komt voor in het Neotropisch gebied.